# Adamiwka (Kamjanske)
Adamiwka (ukrainisch Адамівка; russisch Адамовка Adamowka) ist ein Dorf in der ukrainischen Oblast Dnipropetrowsk mit etwa 1300 Einwohnern.

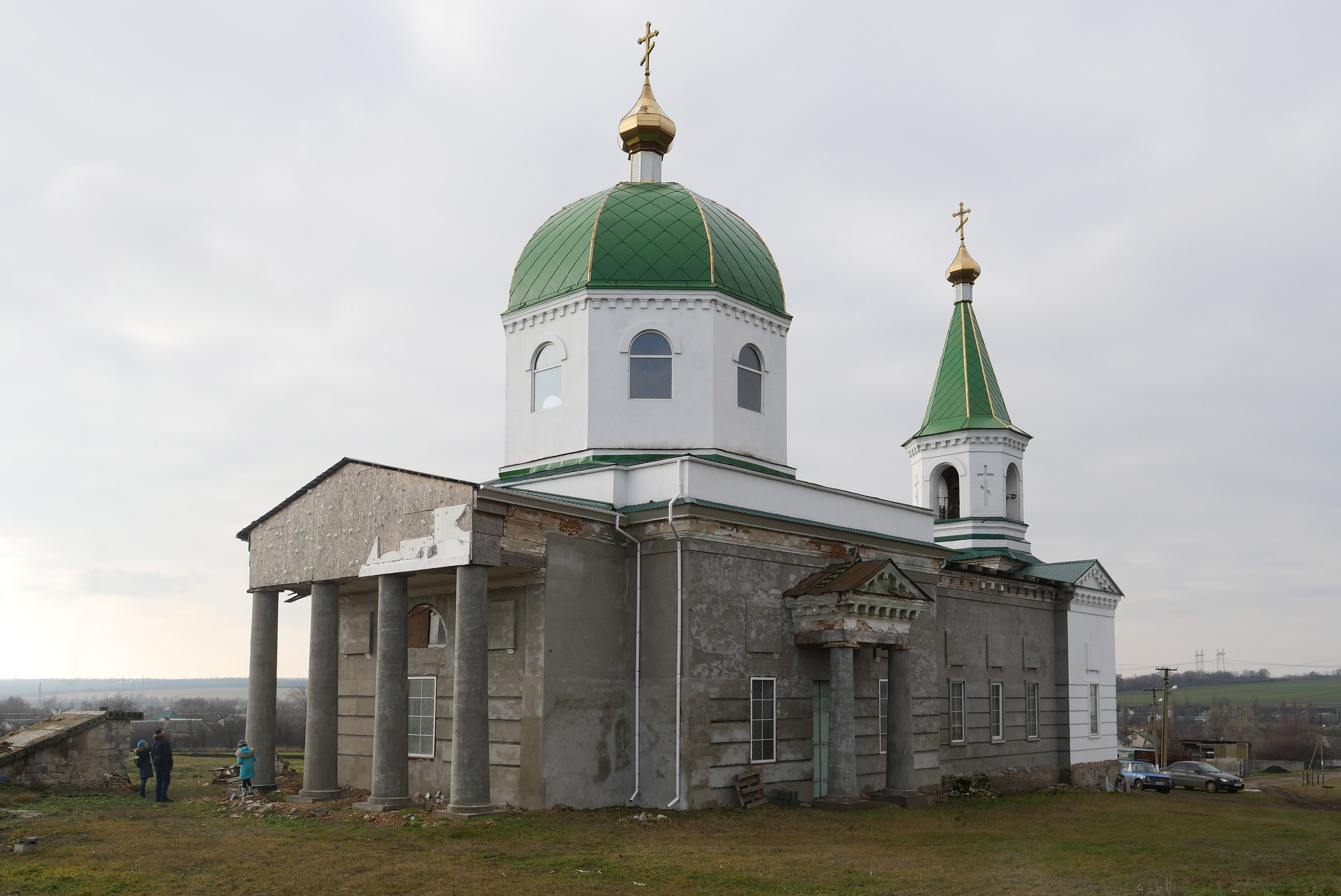
Kirche im Ort

## Geographie

### Lage
Das 1793 gegründete Dorf liegt am Basawluk im Rajon Krynytschky 70 km südwestlich vom Oblastzentrum Dnipro. Das Rajonzentrum Krynytschky liegt 26 km nordöstlich des Dorfes. Durch den Ort führt die Fernstraße M 04/E 50, die nach 9 km in Richtung Westen zum Siedlung städtischen Typs Boschedariwka führt.

## Verwaltungsgliederung
Am 12. Juni 2020 wurde das Dorf ein Teil der Siedlungsgemeinde Boschedariwka, bis dahin bildete es zusammen mit dem Dorf Selena Dolyna (Зелена Долина) die gleichnamige Landratsgemeinde Adamiwka (Адамівська сільська рада/Adamiwska silska rada) im Zentrum des Rajons Krynytschky.
Am 17. Juli 2020 kam es im Zuge einer großen Rajonsreform zum Anschluss des Rajonsgebietes an den Rajon Kamjanske.